# Sarkel
Sarkel (of Sjarkil, letterlijk "Wit huis" in het Chazaars) was een groot fort van kalksteen en baksteen op de linkeroever van de Don, in wat nu de oblast Rostov in Rusland is. Het werd in de jaren 830 of 840 gebouwd door de Chazaren, met Byzantijnse hulp. Het kreeg de naam Sarkel vanwege de witte kalkstenen die bij de constructie werden gebruikt.

## Locatie
Sarkel lag op een heuvel op de linkeroever van de rivier de Don. Na de bouw van het Tsimljansk-stuwmeer in 1952 staat het onder water. De linkeroever van de rivier was veel lager dan de rechteroever, dus veel ervan werd overstroomd.
Op de rechteroever bevond zich nog een groot Chazaars fort, ongeveer gelijk aan Sarkel. Dit staat bekend als de Pravoberezjnoje Tsimljanskoje-site, maar de oude naam is onbekend. Het is er nog steeds, op de veel hogere rechteroever, hoewel het lijdt aan erosie door oprukkend water.
De site werd in de jaren dertig opgegraven door Michail Artamonov. Het was de meest ambitieuze opgraving van een Chazaarse site die ooit is ondernomen. Onder de vele Chazaarse en Russische artefacten ontdekte Artamonov Byzantijnse kolommen die werden gebruikt bij de constructie van Sarkel.
Na de overstroming door het stuwmeer is de site niet meer bereikbaar voor onderzoek.

## Geschiedenis
Sarkel werd in 833 gebouwd om de noordwestelijke grens van het Chazaarse Rijk te beschermen. Zoals Constantijn VII Porphyrogennetos vermeldt in zijn werk De administrando imperio, vroegen de Chazaren hun bondgenoot, de Byzantijnse keizer Theophilos, om ingenieurs om een versterkte hoofdstad te bouwen, en Theophilos stuurde zijn hoofdingenieur Petronas Kamateros. Als beloning voor deze diensten stonden de Chazaren Chersonesos en enkele andere Krim-afhankelijkheden af aan Byzantium.
Historici hebben niet kunnen vaststellen waarom een dergelijk sterk fort op de Don werd gebouwd. Mogelijk was de kostbare constructie het gevolg van de opkomst van een sterke regionale macht die een bedreiging vormde voor de Chazaren. Onder anderen Aleksandr Vasiljev en Georgi Vernadski meenden dat Sarkel werd gebouwd om een vitale portage tussen de Don en de Wolga te verdedigen tegen het kanaat van de Roes. Andere historici menen echter dat dit staatsbestel vele honderden kilometer naar het noorden lag. Een andere opkomende macht, de Magyaren in Etelköz, vormde nog geen bedreiging voor de Chazaren zolang ze tribuut betoonden aan de kan. Andere volkeren konden echter op dat moment als vijanden nog niet in aanmerking worden genomen. In de 10e eeuw vermeldde de Perzische ontdekkingsreiziger en geograaf Ahmad ibn Rustah dat de Chazaren zich verschansten tegen de aanvallen van de Magyaren.
De stad diende als een belangrijk commercieel centrum, omdat het de Wolga-Don-portage controleerde, die door de Roes werd gebruikt om over te steken van de Zwarte Zee naar de Wolga, en vandaar naar de Kaspische Zee en Oostzee. De route stond bekend als de Chazaarse Weg. Het garnizoen bij Sarkel omvatte huurlingen van Oğuzen en Petsjenegen.
Het fort en de stad van Sarkel werden in 965 veroverd door de Kievse Roes onder vorst Svjatoslav I. De stad werd omgedoopt tot Belaja Vezja (Oud-Russisch voor Witte Toren of Witte Vesting), en bewoond door Slaven. Ze bleef Slavisch tot in de 12e eeuw, toen het gebied werd veroverd door de Kiptsjaken.